# Idriss Dokony Adiker
Idriss Dokony Adiker, né vers 1964 à Fada dans la région de l'Ennedi-Ouest, est homme politique et ancien volleyeur tchadien. Il est président du comité olympique et sportif tchadien depuis le18 décembre 2021.

## Biographie
Idriss Dokony Adiker nait vers 1964 à Fada dans la province de l'Ennedi-Ouest. Il commence sa carrière militaire en 1978 dans le rang de FROLINAT(Front de libération nationale du Tchad), après la guerre civile tchadienne de 1979, il suit une formation à l'école de formation et d'application des troupes blindées du Zaïre ( devenu République démocratique du Congo) d'où il en sort major de sa promotion,.

## Parcours sportif
Il se distingue d'abord comme joueur de l'équipe nationale tchadienne de volley-ball pendant 17 ans (1986-2003), contribuant à populariser cette discipline au Tchad.

## Engagement institutionnel

### Au niveau national
- 1992-1997: Président de la Ligue de volley-ball du Chari-Baguirmi.
- 2002-2004: Secrétaire général adjoint du Comité olympique et sportif tchadien (COST)[5].
- 2004-2013: Secrétaire général du COST, puis président de 2013 à 2017[5].
- 2025 : Président de l’Organe de Régulation de la Gestion du Pèlerinage (ORGP)[6],[7].

### Sur le continent africain
- 2004-2008 : Membre du Conseil d'administration (SOC) de la Confédération africaine de volley-ball (CAVB) et président de sa Zone 4 (Afrique centrale).
- 2011-2015 : Vice-président de la CAVB, avant d'en devenir le 1er vice-président .

### Sur la scène internationale
- 2012-2015 : Membre de la Commission des règles des jeux de la Fédération internationale de volley-ball (FIVB).
- 2021-2025 : Membre de la Commission de développement de la FIVB.
- 2013-2023 : Actif au sein de la Fédération sportive de la solidarité islamique (bureau exécutif).

## Promotions
- 2004-2009 : Secrétaire général de l'Association des Comités Nationaux Olympiques d'Afrique (ACNOA) Zone 4.
- 2017-2021 : Vice-président de l'Association francophone des comités nationaux olympiques (AFCNO)[8].
- 2024 président de  l'Association des Comités Nationaux Olympiques d'Afrique[9].